# Penguin Group
Penguin Group è un editore britannico di libri commerciali e parte della Penguin Random House, di proprietà del conglomerato mediatico tedesco Bertelsmann. La nuova società è stata creata da una fusione che è stata finalizzata il 1 luglio 2013, con Bertelsmann che deteneva inizialmente il 53% della joint venture e Pearson PLC che deteneva inizialmente il restante 47%. Dal 18 dicembre 2019, Penguin Random House è interamente di proprietà di Bertelsmann.
Penguin Books ha sede legale nella City of Westminster, Londra.
La sua divisione britannica è Penguin Books Ltd. Altre divisioni separate si trovano negli Stati Uniti, Irlanda, Nuova Zelanda, India, Australia, Canada, Cina, Brasile e Sud Africa.